# Figen Yüksekdağ
Figen Yüksekdağ Şenoğlu (Ceyhan, Adana, 1971)  es una política turca. En junio de 2015 fue elegida diputada en la Asamblea Nacional de Turquía por el Partido Democrático de los Pueblos (HDP) en la provincia de Van. Desde el 4 de noviembre de 2016 está detenida por, entre otras acusaciones, colaboración con banda armada y propaganda a favor de organización terrorista. 
Desde 2014 es copresidenta del partido del Partido Democrático de los Pueblos (HDP) junto a Selahattin Demirtaş, un partido pro-kurdo, de izquierdas, feminista y ecologista, que en las elecciones generales de junio de 2015 logró superar la barrera del 10 % de votos y entrar en el Parlamento con 59 escaños. Militante socialista y feminista desde su juventud, ha sido editora de la revista Mujer Socialista (Sosyalist Kadın dergisi) y ha trabajado en el periódico Atılım ('Progreso'). Ha estado detenida en varias ocasiones por sus actividades políticas. En 2010 fundó el Partido Socialista de los Oprimidos que acabó fusionándose con el Partido Democrático de los Pueblos.

## Biografía
Es la novena de diez hijos de una familia nacionalista-conservadora de Adana de agricultores aunque su padre era un intelectual cuenta Figen en una entrevista.
Activista socialista desde los 17 años y militante en la defensa de los derechos de las mujeres. A los 18 años por asistir a una manifestación con motivo del 1.º de Mayo fue detenida, encarcelada durante varios días y torturada. Después quedó bajo arresto domiciliario y se escapó de casa con ayuda de un amigo. Pasó varios meses escondida en casas de estudiantes en Adana hasta que llegó a Estambul donde empezó a participar en movimientos de jóvenes. 

### Trayectoria política
En el año 2002 en las elecciones generales se presentó como independiente por la provincia de Adana. Participó en el consejo de redacción y posteriormente fue editora de la revista Mujer Socialista. También trabajó en el periódico Atilim (Progreso).
En 2010 fundó el Partido Socialista de los Oprimidos (ESP) del que dimitió como líder en 2014 para incorporarse al Partido Democrático de los Pueblos (HDP) con el que el Partido Socialista de los Oprimidos se fusionó finalmente. 
En junio de 2014 fue elegida vicepresidenta del Partido Democrático de los Pueblos junto a Selahattin Demirtaş en el segundo congreso ordinario del HDP. 
En 2015 presentó su candidatura a las elecciones generales celebradas el 7 de junio en la lista del Partido Democrático de los Pueblos HDP por la provincia de Van y logró un escaño como diputada en el XXV Parlamento de Turquía. En un resultado histórico para un partido pro-kurdo, el HDP logró más del 13 % de los votos, casi 6 millones de votos y superó el umbral del 10 % necesario según la ley para poder acceder al Parlamento como grupo con más de 80 escaños. En la provincia de Van el HDP fue el partido más votado logrando 7 de los 8 diputados en los escaños en disputa. 
La noche del 3 de noviembre de 2016 fue detenida y encarcelada junto a Demirtas y otros seis diputados del HDP con acusaciones entre otros cargos de "propaganda a favor de organización terrorista" y "colaboración con banda armada. Meses antes, en mayo de 2016 la Asamblea Nacional aprobó la eliminación de inmunidad para los diputados, algo que se entendió como una medida que afectaría directamente a los diputados del HDP.
El 21 de febrero de 2017 fue relevada y expulsada del parlamento. El 9 de marzo de 2017, el Tribunal Supremo de Apelaciones dictaminó que ya no era miembro del HDP.  El 11 de abril de 2017, fue condenada a 1 año de prisión por propaganda terrorista.

## Vida personal
Está casada con Sedat Şenoğlu. Se conocieron trabajando juntos en el periódico Atilim (Progreso) y fue detenido cuando iban a contraer matrimonio por lo que se casaron mientras él estaba en la cárcel. No tienen hijos.